# Hospental
Hospental (im einheimischen Dialekt: [ˈoʃpɪˌdɑɫː]; von lateinisch hospitale ‹Herberge›) ist eine Einwohnergemeinde im Schweizer Kanton Uri.

## Geographie

Historisches Luftbild von Werner Friedli vom 16. Juli 1963

Die Gemeinde Hospental liegt im Süden Uris im Urserental zwischen Andermatt und Realp am Zusammenfluss von Furkareuss und Gotthardreuss. Die Gemeinde besteht ausschliesslich aus dem gleichnamigen Strassendorf und der früheren Walsersiedlung Zumdorf, die zurzeit (2017) von einer Familie mit drei Personen ganzjährig bewohnt wird.
Nur 49 ha oder 1,4 % der Gemeinde sind Siedlungsfläche. Davon sind fünf ha Gebäudeareal sowie 34 ha Verkehrsfläche. Umfangreicher ist die Landwirtschaftsfläche mit 1131 ha oder einem Anteil von 32 %. Darunter liegen grosse Alpgebiete mit einer Fläche von 946 ha. Nur 185 ha sind Wies- und Ackerland. Ausserdem sind 338 ha oder 10 % von Wald und Gehölz bedeckt. Unproduktives Gebiet umfasst den Grossteil des Gemeindegebiets, genauer 1979 ha oder 56 %. Es handelt sich fast ausschliesslich um vegetationslose Flächen (Hochgebirge) oder Gebiete mit unproduktiver Vegetation (hochalpine Vegetation).
Hospental grenzt im Westen an Realp, im Norden an Göschenen, im Osten an Andermatt und im Süden an die Tessiner Gemeinde Airolo.

## Bevölkerung
Die Bevölkerung wuchs zwischen 1770 und 1870 moderat an. Danach setzte bis 1920 eine starke Abwanderungsbewegung ein. In dieser Zeitspanne sank die Bewohnerzahl um 180 Personen oder 40 %. Grund hierfür war der Eisenbahnbau, wodurch die Säumer ihre Arbeit verloren. In der Zeit zwischen 1920 und 1941 stieg die Einwohnerzahl an (1920–1941: +13 %). Zwischen 1950 und 1970 setzte eine Stillstandsphase ein. Ein weiterer Abwanderungsschub war zwischen 1970 und 1990 zu registrieren (1970–1990: −29 %), der sich (mit Ausnahme eines Zwischenhochs 2005) bis heute fortsetzt.

### Sprachen
Die Bevölkerung spricht eine höchstalemannische Mundart. Fast die gesamte Einwohnerschaft spricht als tägliche Umgangssprache Deutsch. Bei der letzten Volkszählung im Jahr 2000 gaben 97 % Deutsch, 1,5 % Rätoromanisch und 0,5 % Italienisch als Hauptsprache an.

### Religionen – Konfessionen
Die Bevölkerung war früher vollumfänglich Mitglied der römisch-katholischen Kirche. Die Konfessionsverhältnisse im Jahr 2000 lassen immer noch die ursprüngliche Struktur erkennen. 195 Personen waren katholisch (94,66 %). Daneben gab es 4 % evangelisch-reformierte Christen und 0,49 % Konfessionslose.

### Herkunft – Nationalität
Von den Ende 2005 220 Bewohnern waren 215 (98 %) Schweizer Staatsangehörige. Die Zugewanderten stammten aus Mitteleuropa (Österreich), Südeuropa (Italien und Portugal), Serbien-Montenegro und Sri Lanka. Bei der Volkszählung 2000 waren 203 Personen (98 %) Schweizer Bürger; davon besassen fünf Personen die doppelte Staatsbürgerschaft.

### Altersstruktur
Die Gemeinde zählt einen hohen Anteil an älteren Bewohnern. 2002 waren 20 % der Bevölkerung jünger als 20 Jahre, 30 % älter als 60.
| Alter  | 0–6 Jahre | 7–15 Jahre | 16–19 Jahre | 20–29 Jahre | 30–44 Jahre | 45–59 Jahre | 60–79 Jahre | ≥80 Jahre |
| ------ | --------- | ---------- | ----------- | ----------- | ----------- | ----------- | ----------- | --------- |
| Anzahl | 19        | 14         | 8           | 24          | 44          | 36          | 50          | 11        |
| Anteil | 9,22 %    | 6,80 %     | 3,88 %      | 11,65 %     | 21,36 %     | 17,48 %     | 24,27 %     | 5,34 %    |

| Jahr      | 1799 | 1850 | 1870 | 1880 | 1888 | 1900 | 1920 | 1941 | 1950 | 1970 | 1980 | 1990 | 2000 | 2005 | 2010 | 2012 | 2014 | 2016 |
| --------- | ---- | ---- | ---- | ---- | ---- | ---- | ---- | ---- | ---- | ---- | ---- | ---- | ---- | ---- | ---- | ---- | ---- | ---- |
| Einwohner | 368  | 424  | 444  | 404  | 330  | 290  | 264  | 298  | 282  | 285  | 242  | 202  | 206  | 220  | 177  | 216  | 196  | 188  |

## Politik
Legislative

Die Gemeindeversammlung bildet die Legislative. Sie tritt meistens zweimal jährlich zusammen.
Exekutive

Der fünfköpfige Gemeinderat bildet die Exekutive. Er ist nebenamtlich tätig. Derzeitiger Gemeindepräsident ist Rolf Tresch (Stand 2024).

## Wirtschaft

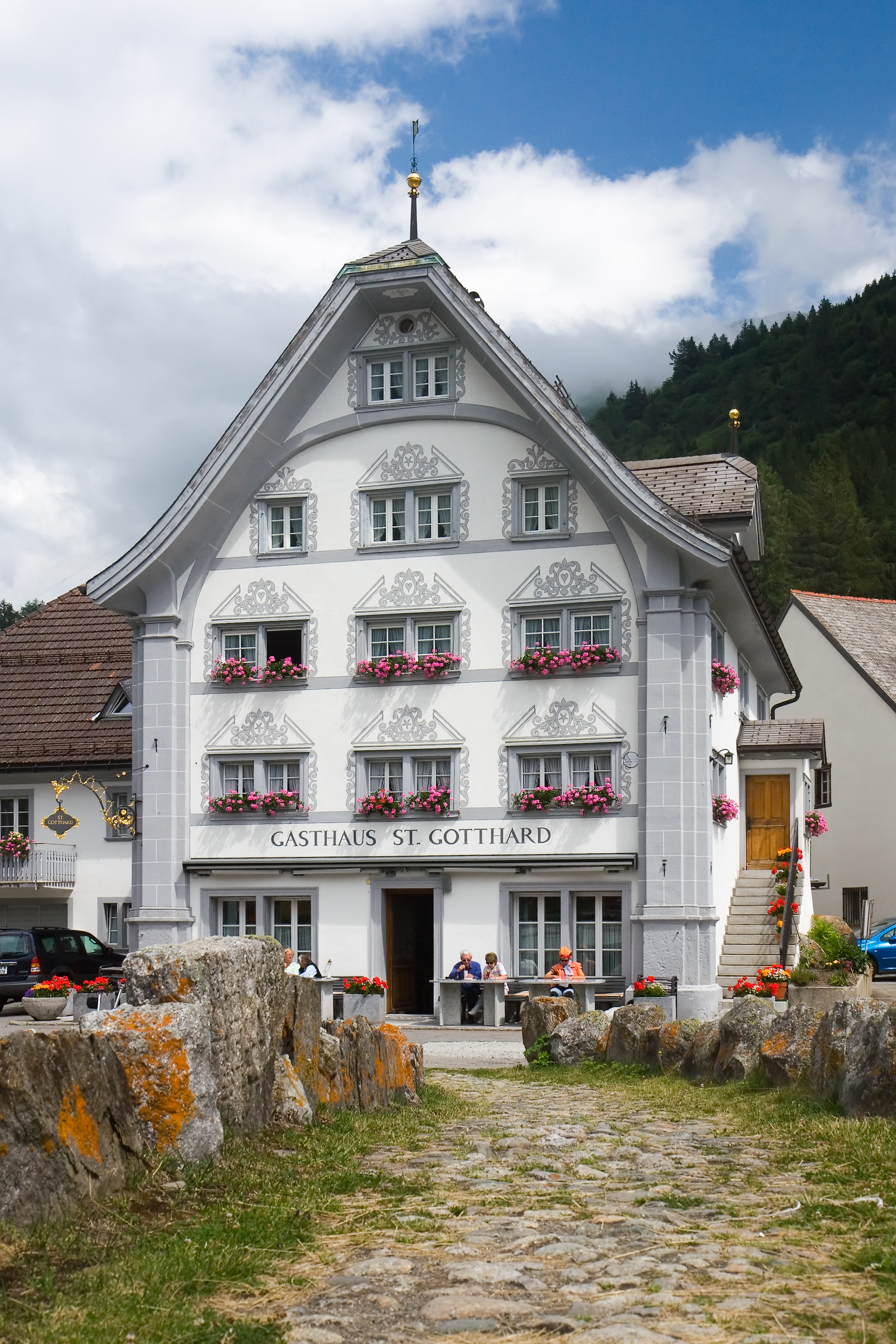
Hospental Gotthard (2007)

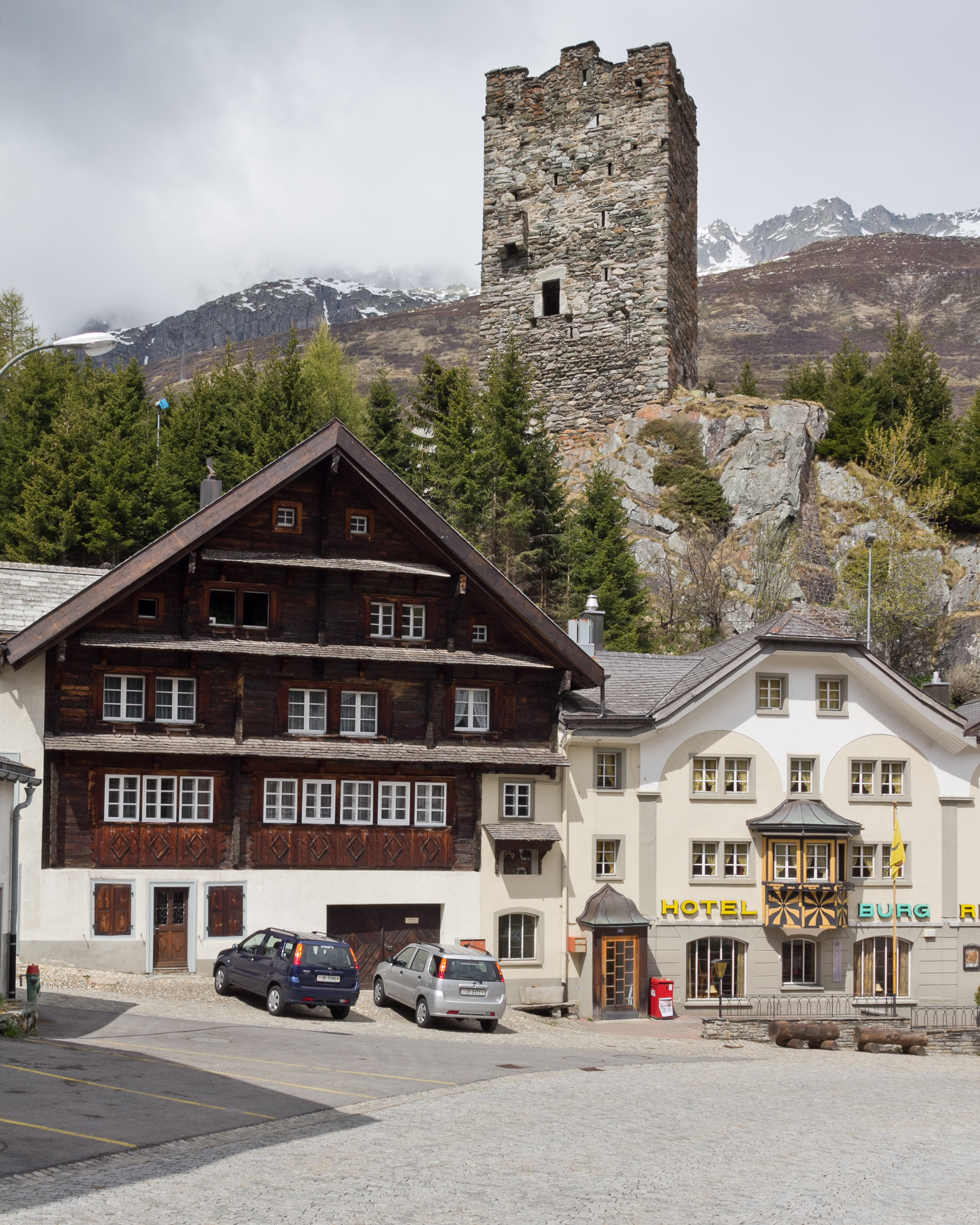
Burg und Hotel (2011)

Im Jahr 2005 gab es 8 Landwirtschaftsbetriebe, die 19 Arbeitsstellen anboten. Industrie und Gewerbe beschäftigten in 2 Arbeitsstätten 4, der Dienstleistungsbereich in 13 Betrieben 30 Personen (Beschäftigung auf Vollzeitstellen umgerechnet). Die Volkszählung 2000 ergab 9 Landwirtschafts- und Forstbetriebe mit 26 Beschäftigten. Die Betriebszählung 2001 kam auf 3 Industrie- und Gewerbebetriebe mit 11 und 15 Dienstleistungsunternehmen mit 39 Beschäftigten. Von den im Jahr 2000 98 erwerbstätigen Personen Hospentals arbeiteten 36 (36,73 %) in der eigenen Gemeinde. Insgesamt bot der Ort 49 Menschen Arbeit an, von denen 36 (73,47 %) Einheimische waren.
Am südlichen Abhang des Tales, oberhalb des Ortes, wird eine linsenförmige Serpentinitlagerstätte durch einen Steinbruchsbetrieb abgebaut. Sie ist von Specksteinzonen flankiert und wird insgesamt vom Gneis des Gotthardmassivs umschlossen. Der dunkelgrüne bis blaugrüne Serpentinit mit punktartiger und teilweise ophiolithischer Struktur ist ein traditionelles Dekorationsgestein der Schweiz. Er wird bis heute für einfache bis künstlerisch anspruchsvolle Arbeiten eingesetzt.
Wegpendler arbeiteten zum grossen Teil in Andermatt,  einige Zupendler kommen hauptsächlich aus Andermatt.

## Verkehr
In Hospental besteht ein Halt der Postautos sowie der Regionalzüge der Matterhorn-Gotthard-Bahn (MGB) auf der Strecke von Andermatt nach Brig. Ausserdem laufen die Hauptstrassen Nummer 2 (Gotthardpassstrasse) und 19 über Hospental.

## Geschichte

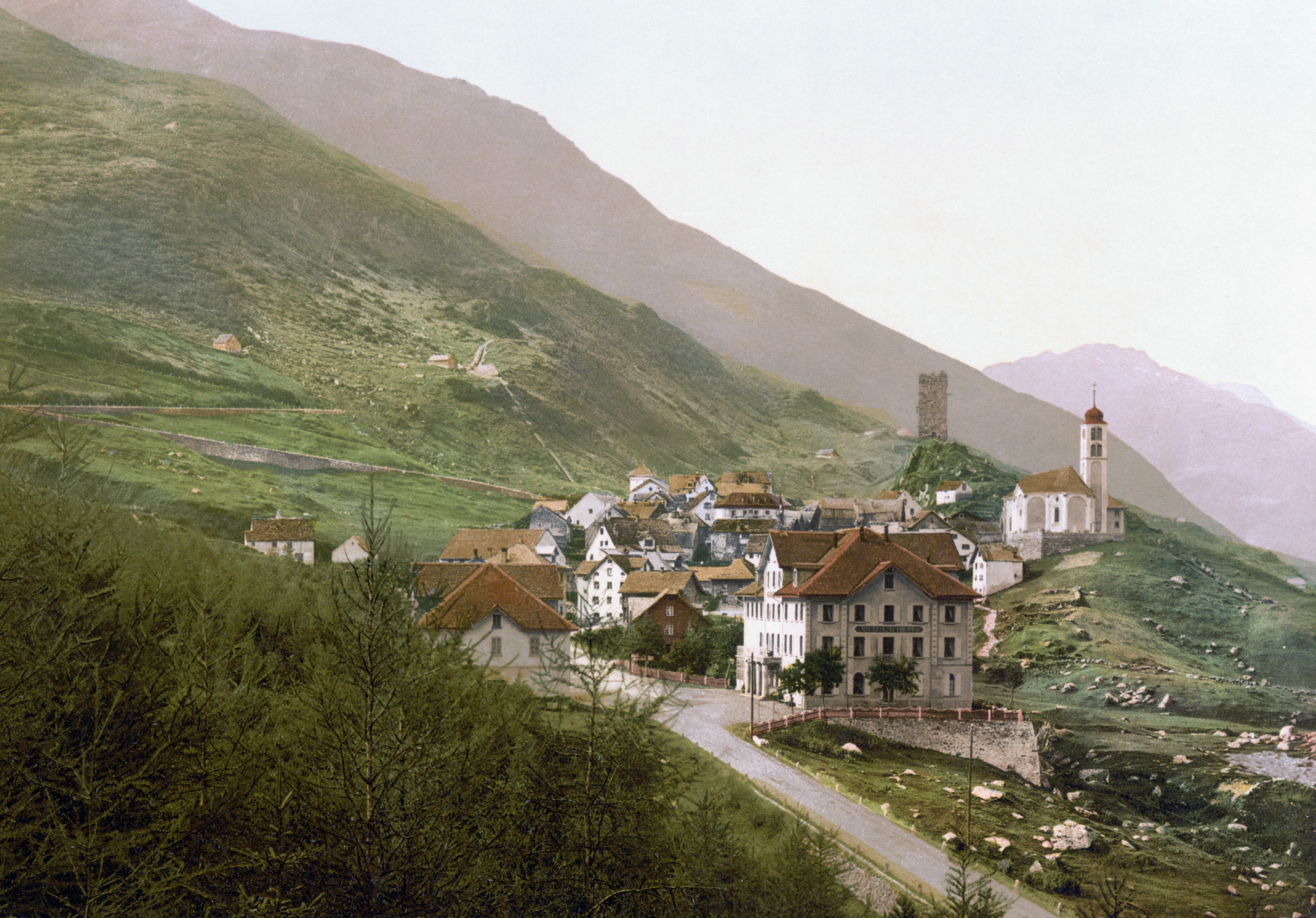
Hospental um 1900

Funde in den 1990er Jahren bei Rossplatten auf 2170 m ü. M. weisen auf eine spätneolithische, frühbronzezeitliche Besiedlung dieses Alpenraumes hin.
Das Dorf Hospental bildete sich um eine im 9. oder 10. Jahrhundert vom Kloster Disentis gegründete Herberge. Der Weiler Zumdorf wurde im 12. Jahrhundert von in das vorher ausschliesslich von Romanen bewohnte Gebiet eingewanderten Walsern gegründet. 1669 brannte das Dorf nieder. Aufgrund des Ausbaus der Alpenpässe blühte die Kutscherei und die Hotellerie auf, wobei dies allerdings nur bis zur Fertigstellung der Gotthardbahn 1882 anhielt. Säumerei, Gastgewerbe, Kristallhandel und Solddienst ergänzten die weit verbreitete Landwirtschaft. Bis 1886 gehörte Hospental zur Pfarrei Andermatt, danach wurde eine eigenständige Pfarrei geschaffen. 1888 ging Hospental als eigenständige politische Gemeinde aus der Talgemeinde Urseren hervor. Zwischen 1920 und 1944 gab es verschiedene Planungen zum Bau eines Urserenkraftwerks. Das Projekt scheiterte unter anderem am Widerstand des Dorfes gegen die Umsiedelung. 1926 wurde zur Förderung des Tourismus die Station der Furka-Oberalp-Bahn (FO) (heute Matterhorn-Gotthard-Bahn MGB) sowie 1960 ein Skilift am Winterhorn eröffnet. Wegen der architektonischen Bedeutung des Ortsbildes wurde 1983 eine Umgehungsstrasse eröffnet.

## Sehenswürdigkeiten

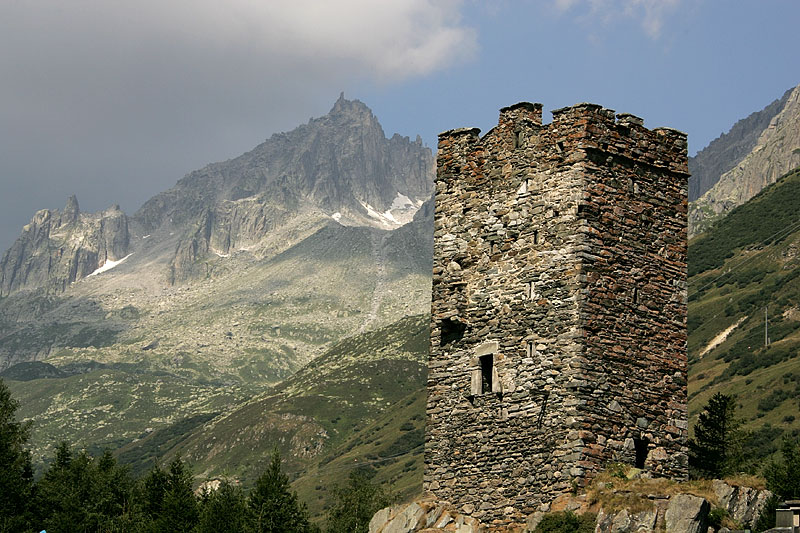
Turm der Herren von Hospental (2007)

Das markanteste Bauwerk ist der Turm der Herren von Hospental, erbaut in der ersten Hälfte des 13. Jahrhunderts. Er diente als Wohnturm, ist aber seit dem 15. Jahrhundert nicht mehr bewohnt. Sehenswert ist auch die barocke Pfarrkirche Maria Himmelfahrt (1706–1708) mit überaus prunkvollen Altären. Im Dorfkern stehen zahlreiche in Blockbauweise erstellte Holzhäuser, die nach dem Dorfbrand von 1669 entstanden. Am Dorfrand stehen die Kapelle und das Pfrundhaus St. Karl. Die barocke Kapelle aus dem Jahr 1721 wurde 1907 in neubarockem Stil renoviert. Die Kapelle St. Nikolaus im Weiler Zumdorf stammt ursprünglich aus dem Jahr 1591 und wurde 1758 im Stil des Barock erneuert.

## Persönlichkeiten
- Adolfo Müller-Ury (* 29. März 1862 in Airolo; † 8. Juli 1947 in New York City) (Bürgerort Hospental), Maler, Sohn von Alois and Genovefa Müller-Lombardi[12][13][14]
- Antoinette Meyer (* 19. Juni 1920 in Hospental; † 19. Juli 2010 in Thun; verheiratete Molitor-Meyer), Skirennfahrerin, Silbermedaillen-Gewinnerin bei den Olympischen Winterspielen 1948